# Pabsdorf
Pabsdorf ist ein Ortsteil von Möckern im Landkreis Jerichower Land in Sachsen-Anhalt.

## Geografie
Das Dorf liegt sechs Kilometer nördlich von Möckern am Westrand des sehr waldreichen Landschaftsschutzgebietes (LSG) Möckern-Magdeburgerforth. Dieses 25.063 Hektar große LSG ist Teil des Naturraumes Burg-Ziesarer Vorfläming, der das westliche Ende des Flämings bildet. Der hiesige Teil des Pabsdorfer Forstes, auch Pabsdorfer Wald genannt, erreicht hier Höhen um 70 Meter.
Am Südwestrand einer großen Lichtung gelegen, wird der Ort ansonsten von Wald umschlossen. Südlich des Ortes befindet sich eine kleine Niederung, die von Ost nach West vom Bach Bullengraben durchflossen wird. Das Gewässer mündet gut zwei Kilometer westlich von hier in den Kammerforthgraben. Der fließt, von Stegelitz im Westen kommend, der Ihle zu. Dieser kleine Nebenfluss der Elbe befindet sich knapp zwei Kilometer nördlich von hier und gehört, als noch sehr naturnahes Fließgewässer im Vorfläming, zum FFH-Gebiet Ihle zwischen Friedensau und Grabow.

## Geschichte
Im Jahr 1785 wurde der Ort als ein Vorwerk im Ersten Distrikt des Jerichowschen Kreises bezeichnet und beschrieben. Hier sollen demnach bereits 1782 insgesamt 53 Einwohner gelebt haben und in den zehn Jahren davor 13 Geburten und 19 Todesfälle verzeichnet worden sein. Darüber hinaus sollen eine Schäferei, ein Försterhaus aus 1761, neun Feuerstellen, 1800 Morgen Holzung, 750 Morgen Acker, 120 Morgen Wiese und drei Morgen Gartenland dazu gehört haben. Schon zu dieser Zeit war das Vorwerk nach Möckern eingepfarrt und gehörte dem Freiherrlichen vom Hagenschen Amte Möckern.

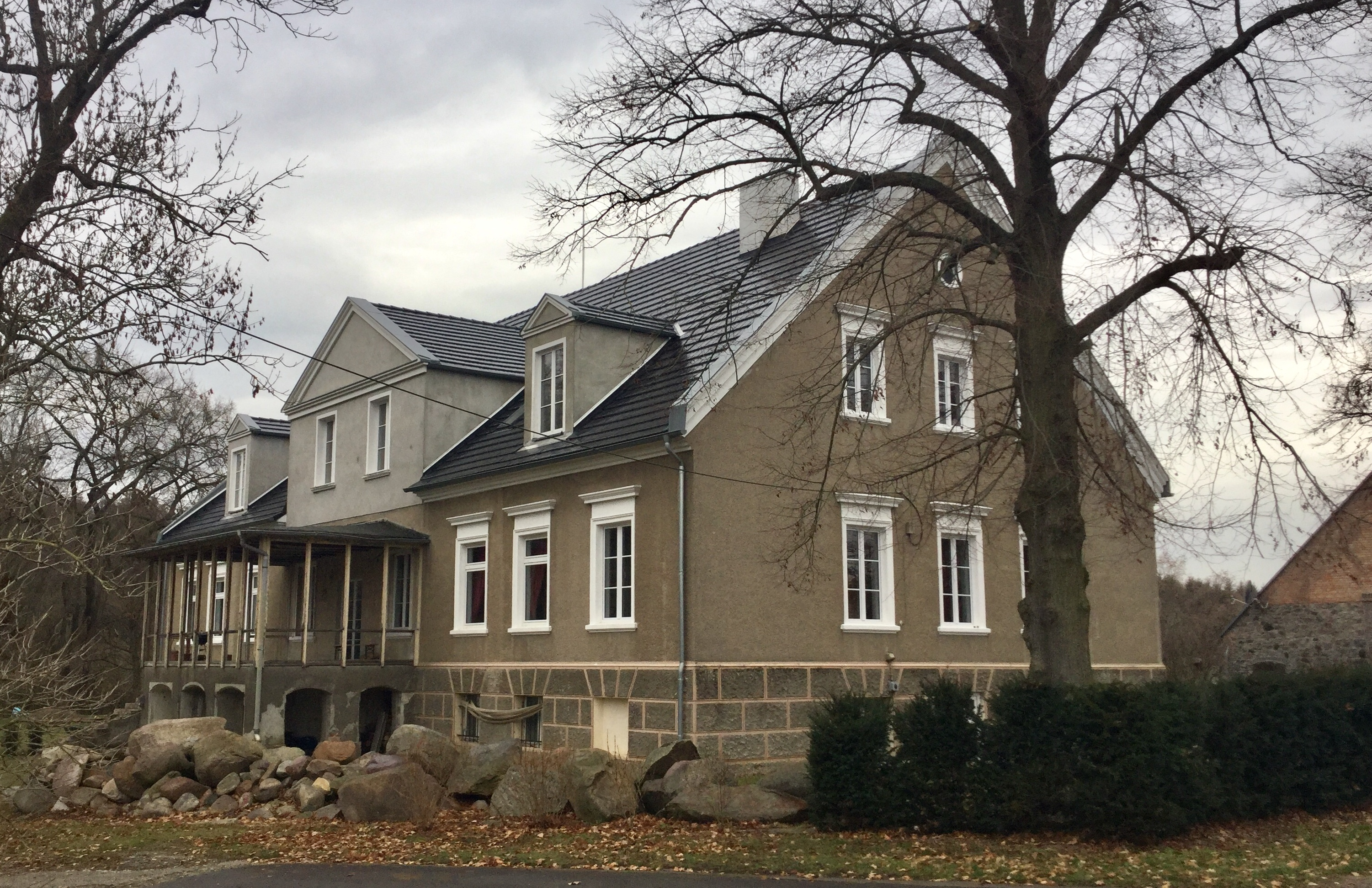
Gebäude in Pabsdorf

Im Jahr 1847 wurde Pabsdorf im „Topographisch-statistischen Handbuch des Preussischen Staats“ gelistet. Als Vorwerk mit Förster und Schäfer, 9 Häusern und 80 Seelen und zu Möckern gehörig.
Bis 1965 besaß Pabsdorf einen eigenen Bahnhof und war über eine 750 mm Schmalspurbahn von Burg über Stegelitz–Pabsdorf–Lüttgenziatz bis nach Lübars erreichbar. Haltepunkt bei Kilometer 17,4 war der Bahnhof Pabsdorf.
Nach dem Ende des Zweiten Weltkriegs wurden die Grafen vom Hagen durch die von der sowjetischen Besatzungsmacht angeordnete Bodenreform enteignet.

## Sehenswürdigkeiten
Rund 2,5 km nördlich von Pabsdorf befindet sich das jungsteinzeitliche Großsteingrab Grabow.

## Persönlichkeiten
- Henning von Ploetz (Oberleutnant der Reserve des Kürassierregiments Kaiser Nikolaus I. von Russland (Brandenburgisches) Nr. 6, zu Pabsdorf bei Stegelitz) am 20. Februar 1913 zum Ehrenritter des Johanniterordens ernannt.[6]